# 阿尔蒂尼奥
阿尔蒂尼奥是巴西伯南布哥州的一个市镇。总面积452.66平方公里，总人口21790人，人口密度48.1人/平方公里。